# Pedro Borges de Sousa
Pedro Borges de Sousa (Picos, 3 de setembro de 1937) é um empresário e político brasileiro, outrora deputado estadual pelo Piauí.

## Dados biográficos
Em 1988 foi candidato a vice-prefeito de Floriano pelo PMDB na chapa de Filadelfo Castro, mas não obteve êxito. Eleito deputado estadual via PDS em 1990, figurou como suplente nas duas eleições seguintes, chegando a exercer o mandato após a nomeação de parlamentares para o secretariado do primeiro governo Mão Santa.